# Kanton Viviers

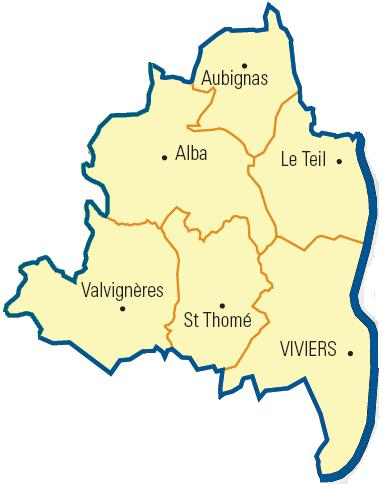
Karte vom Kanton

Der Kanton Viviers war bis 2015 ein französischer Wahlkreis im Arrondissement Privas, im Département Ardèche und in der Region Rhône-Alpes; sein Hauptort (frz.: chef-lieu) war Viviers. Die landesweiten Änderungen in der Zusammensetzung der Kantone brachten im März 2015 seine Auflösung.
Der Kanton Viviers war 156,05 km² groß und hatte 14.866 Einwohner (Stand 2012).

## Gemeinden
| Gemeinde        | Einwohner (Stand: 2022) | Code postal | Code Insee |
| --------------- | ----------------------- | ----------- | ---------- |
| Alba-la-Romaine | 1538                    | 07400       | 07005      |
| Aubignas        | 477                     | 07400       | 07020      |
| Saint-Thomé     | 475                     | 07220       | 07300      |
| Le Teil         | 8812                    | 07400       | 07319      |
| Valvignères     | 438                     | 07400       | 07332      |
| Viviers         | 3659                    | 07220       | 07346      |